# Кастелето Мерли
Кастелѐто Мѐрли (на италиански: Castelletto Merli; на пиемонтски: Castlet dij Merlo, Кастълет дий Мерло) е село и община в Северна Италия, провинция Алесандрия, регион Пиемонт. Разположено е на 268 m надморска височина. Населението на общината е 488 души (към 2014 г.).